# Río Volta Rojo
El Volta Rojo o Nazinon es un río de la cuenca del río Volta que discurre por Burkina Faso y Ghana. El río se origina cerca de Uagadugú y fluye cerca de 313.3 km para desembocar en el Volta Blanco.